# Fischerklok

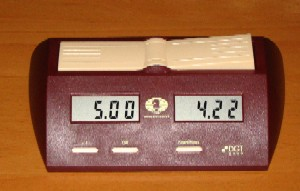
Digitale schaakklok, die ingesteld kan worden met fischertempo

De fischerklok is een bijzondere wedstrijdklok, vernoemd naar Bobby Fischer, die er in 1988 octrooi op aanvroeg.  Deze kan zo worden ingesteld dat de spelers er vanaf zet y bij elke nieuwe zet x seconden bijkrijgen. Op deze manier heeft een speler, na het doen van een zet, altijd nog wat tijd over. De bedoeling is dat zo minder partijen worden beslist door tijdoverschrijding of door een blunder in tijdnood.
In de praktijk bestaat er overigens geen echte fischerklok, maar de meeste digitale klokken hebben de mogelijkheid een fischertempo in te stellen.